# Mr. Bean
Mr. Bean är en komisk rollfigur skapad 1989 av britterna Rowan Atkinson och Richard Curtis och spelas av Rowan Atkinson. Mr. Bean lever ensam i en lägenhet tillsammans med sin nallebjörn Teddy. Mr. Bean har sänts som ett antal TV-avsnitt mellan 1990 och 1995. Dessa skildrar hans udda agerande i ett antal för de flesta välbekanta situationer. Därefter gjordes 1997 långfilmen Bean - den totala katastroffilmen.
Figuren utvecklades ursprungligen av Atkinson medan han studerade vid universitetet i Oxford. Han beskrev Mr. Bean som ett barn i en vuxen mans kropp.
I ett av avsnitten, The Trouble with Mr. Bean, skildras Mr. Beans besök hos tandläkaren. Enligt engelsk television hade det avsnittet flest tittare.
2002 producerades en animerad tv-serie baserad på rollfiguren.
30 mars 2007 hade den andra filmen om Mr. Bean svensk premiär, Mr Beans semester. I denna uppföljare till den första succéfilmen från 1997, åker Mr Bean på semester till franska rivieran. Denna semester blir dock kantad av diverse katastrofer och det hela kulminerar i en oväntad visning av Beans privata semestervideo på filmfestivalen i Cannes. Filmen är regisserad av Steve Bendelack (Little Britain, League of Gentlemen, Familjen Royle). Manuset skrevs av Richard Curtis (Fyra bröllop och en begravning, Notting Hill, Bridget Jones dagbok, Love Actually med flera). Filmen har ett flertal paralleller till och anspelningar på Jacques Tati klassiska mästerverk Semestersabotören.
Rowan Atkinson uppträdde även som Mr. Bean vid invigningsceremonin av olympiska sommarspelen 2012 i London.

## Teddy
Teddy är "den andra huvudpersonen" i Mr. Bean-serien. Han är Mr. Beans bästa vän, och då han inte är levande så är han ju en utmärkt motståndare i schack (lätt att vinna över). Han kan även användas som målarpensel eller disktrasa.

## TV-avsnitt
I releaseordning.
| Avsnitt | Ursprungligt sändningsdatum | Svensk titel                                                       | Engelsk originaltitel      |
| ------- | --------------------------- | ------------------------------------------------------------------ | -------------------------- |
| 1       | 1 januari 1990              | Mr. Bean                                                           | Mr. Bean                   |
| 2       | 5 november 1990             | Mr. Beans återkomst                                                | The Return of Mr. Bean     |
| 3       | 30 december 1990            | Mr. Beans förbannelse                                              | The Curse of Mr. Bean      |
| 4       | 15 oktober 1991             | Mr. Bean åker till staden                                          | Mr. Bean Goes to Town      |
| 5       | 1 januari 1992              | Problem med Mr. Bean                                               | The Trouble with Mr. Bean  |
| 6       | 17 februari 1992            | Mr. Bean kommer tillbaka (även översatt som "Mr. Beans återkomst") | Mr. Bean Rides Again       |
| 7       | 29 december 1992            | God jul, Mr. Bean                                                  | Merry Christmas, Mr. Bean  |
| 8       | 17 februari 1993            | Mr. Bean i rum 426                                                 | Mr. Bean in Room 426       |
| 9       | 10 januari 1994             | Gör det själv Mr. Bean                                             | Do-It-Yourself Mr. Bean    |
| 10      | 25 april 1994               | Akta babyn Mr. Bean                                                | Mind the Baby, Mr. Bean    |
| 11      | 26 oktober 1994             | Öppet hus i skolan Mr. Bean                                        | Back to School Mr. Bean    |
| 12      | 20 september 1995           | Slå ut, Mr. Bean                                                   | Tee Off, Mr. Bean          |
| 13      | 31 oktober 1995             | God natt Mr. Bean                                                  | Goodnight Mr. Bean         |
| 14      | 15 november 1995            | Frisyrer av Mr. Bean, London                                       | Hair by Mr. Bean of London |
| 15      | 15 december 1995            |                                                                    | The Best Bits of Mr. Bean  |